# Pałac w Kocku
Pałac w Kocku – zabytkowy pałac w Kocku. 
Początki rezydencji sięgają XVI wieku, gdy była własnością rodu Firlejów. Pałac został całkowicie przebudowany po 1779 roku, w czasach Anny z Sapiehów Jabłonowskiej, według projektu Szymona Bogumiła Zuga. Przetrwał w klasycystycznej szacie nadanej mu po 1825 roku przez architekta Henryka Marconiego. Obecnie w pałacu mieści się dom pomocy społecznej.

## Historia

### Pałac w XVI-XVII wieku
Kock od XII wieku był własnością biskupów płockich. W 1522 roku, na skutek zamiany z biskupem Erazmem Ciołkiem, Kock przeszedł na własność skarbu państwa. W 1512 roku hetman wielki Mikołaj Firlej został dzierżawcą starostwa w Kocku. W 1515 król Zygmunt Stary zgodził się by Firlej wykupił dobra kockie z rąk dzierżawców, co nastąpiło w 1517 roku. Jego syn Piotr Firlej wzniósł tu obronne „fortalicium” i urbanistycznie połączył miasto z rezydencją. W 1557 roku, w wyniku podziału dóbr, majątek otrzymał wojewoda Jan Firlej, który około 1560 roku rozbudował rezydencję w Kocku i w niej zmarł. Kock pozostawał w ręku rodu Firlejów do 1658 roku, gdy zmarł bezpotomnie Andrzej Firlej. Następnie przeszedł w ręce jego siostrzeńców. Niedługo później – w 1669 roku – majątek przeszedł na własność Jana Wielopolskiego, a następnie dobra nabył książę Kazimierz Leon Sapieha.

### Pałac w czasach Anny Jabłonowskiej
Po śmierci Kazimierza Leona Sapiehy w 1738 roku jego najstarsza córka Anna pozostawała pod opieką ojczyma Józefa Aleksandra Jabłonowskiego (1711-77), a w 1750 roku wstąpiła w związek małżeński z Janem Kajetanem Jabłonowskim, z którym odbyła kilkuletnią podróż po Europie. Po śmierci męża w 1764 roku, Anna Jabłonowska zajęła się działalnością polityczną, jednak po niepowodzeniach (po 1771 roku) skupiła się na spłacie zobowiązań po mężu oraz rozwoju swoich dóbr, których ośrodkami był Kock, Wysokie i Siemiatycze. W konsekwencji w 2 połowie XVIII wieku rezydencja w Kocku stała się ważnym ośrodkiem życia naukowego i kulturalnego. Po 1777 roku z polecenia Anny Jabłonowskiej pałac został całkowicie przebudowany według projektu saskiego architekta Szymona Bogumiła Zuga. Powstało założenie na planie podkowy, fasada została ozdobiona portykiem jońskim, a elewacja ogrodowa – parterowym portykiem toskańskim. Boczne ryzality fasady i środkowa część elewacji ogrodowej otrzymały zwieńczenia w postaci attyki. Środkowy szczyt elewacji ogrodowej dekorował owalny medalion z cyfrą i mitrą książęcą Sapiehów. Oficyny połączono z pałacem za pomocą galerii z kolumnami. Dziedziniec od frontu zamknięto niskim murem z bramą ujętą w sfinksy. Bogumił Zug był również projektantem ogrodowych mostów oraz wozowni i stajni. W 1780 r. Annę Jabłonowską w Kocku odwiedził cesarz Józef II Habsburg, a w 1782 r. – książę Paweł z żoną Dorotą, następca tronu carskiego. W pałacu kockim bywali też Ignacy Krasicki, Adam Naruszewicz, Hugo Kołłątaj, Franciszek Trembecki i Franciszek Karpiński.

### Pałac w XIX i XX wieku
W 1800 roku dobra wraz z pałacem odziedziczył brat Anny, Franciszek Sapieha (1772–1829), który przeznaczył je na spłatę zobowiązań zaciągniętych w warszawskim banku Jana Meysnera (Jana Meissnera). W 1806 roku pałac otrzymała w posagu Aleksandra, jedna z córek Jana Meysnera, która wyszła za rosyjskiego dyplomatę barona Johanna Protasiusa von Anstett (d'Anstett).
W latach 1825–1832 na zlecenie ówczesnej właścicielki Kocka – baronowej Aleksandry z Meissnerów d’Anstett – architekt Henryk Marconi przeprowadził przebudowę pałacu, która uprościła i zubożyła pierwotną architekturę budowli zaprojektowanej przez Szymona Bogumiła Zuga. Dawny wyniosły dach, łamany i pokryty dachówką, został zamieniony na zwykły – czterospadowy. Znikły też balustradowe attyki wieńczące ryzality pałacu i szczegóły zwieńczenia nad frontonem portyku. Baron d'Anstett zmarł w 1835 roku.
W 1863 roku dobra odziedziczył Edward Fanshawe (zm. 1865). W 1866 lub w 1869 roku od jego spadkobierców majątek kupił hrabia Adam Żółtowski z Ujazdu (1814-1896). Po nim (w 1874 roku) dobra przejął jego syn, Edward hrabia Źółtowski herbu Ogończyk (1848-1931). W rękach tej rodziny pałac pozostawał do 1944 roku. Jego ostatnim właścicielem był Józef Żółtowski.
6 października 1939 roku, po bitwie pod Kockiem, na dziedzińcu pałacowym gen. Franciszek Kleeberg złożył na ręce gen. Gustava Antona von Wietersheima, dowódcy XIV Korpusu Pancernego, akt kapitulacji.
Od 1948 roku w pałacu mieściła się szkoła. W 1978 roku w jego wnętrzach otwarto Izbę Pamięci Bitwy pod Kockiem. W 1980 roku zostały przeprowadzone prace remontowe, których wykonawcą było "Przedsiębiorstwo Modernizacji Budownictwa ZREMB" w Międzyrzecu Podlaskim.
Od 1984 roku pałac stanowi siedzibę Państwowego Domu Opieki Społecznej im. Macieja Rataja.

## Galeria

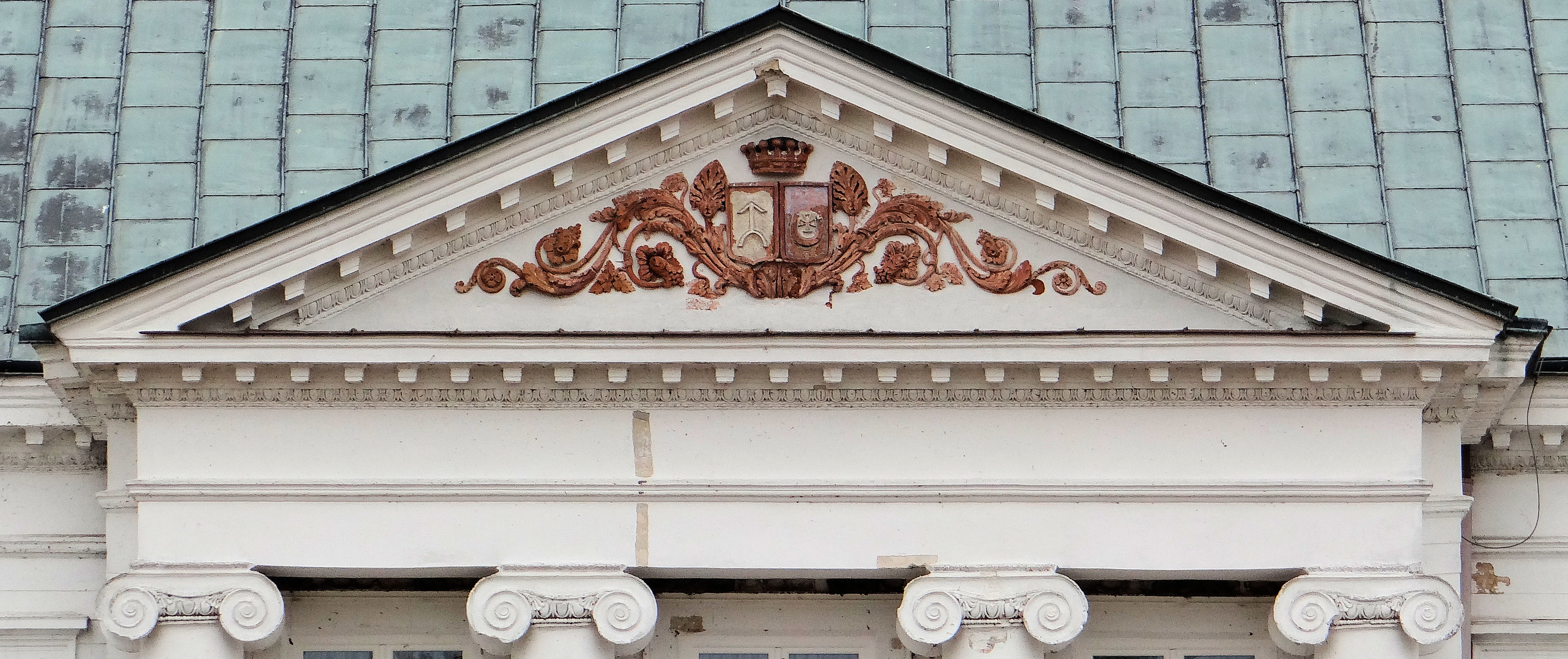
Herby Ogończyk Źółtowskich i Jastrzębiec Wodzińskich
Herb Ogończyk
Herb Jastrzębiec
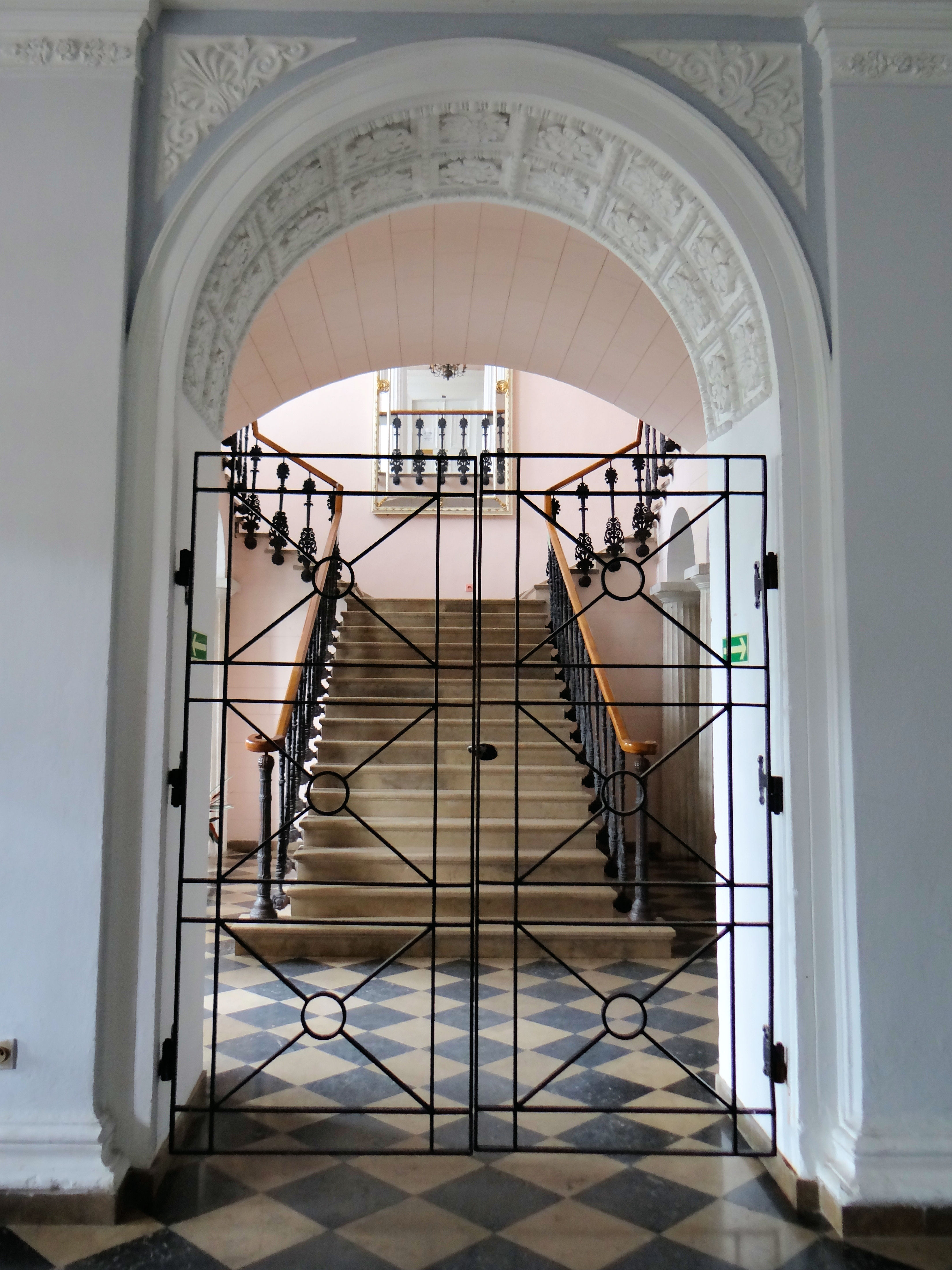
Wnętrza
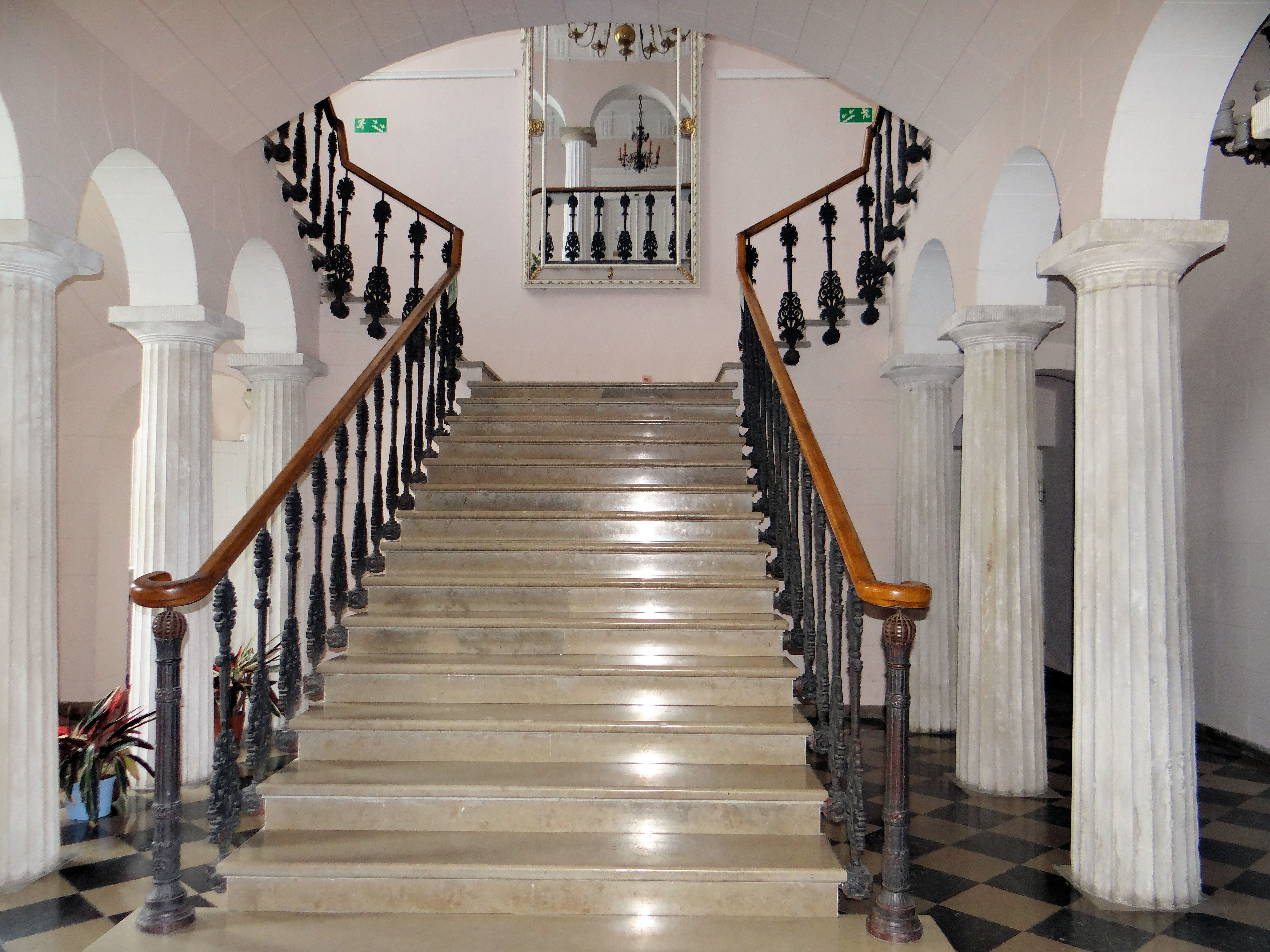
Schody
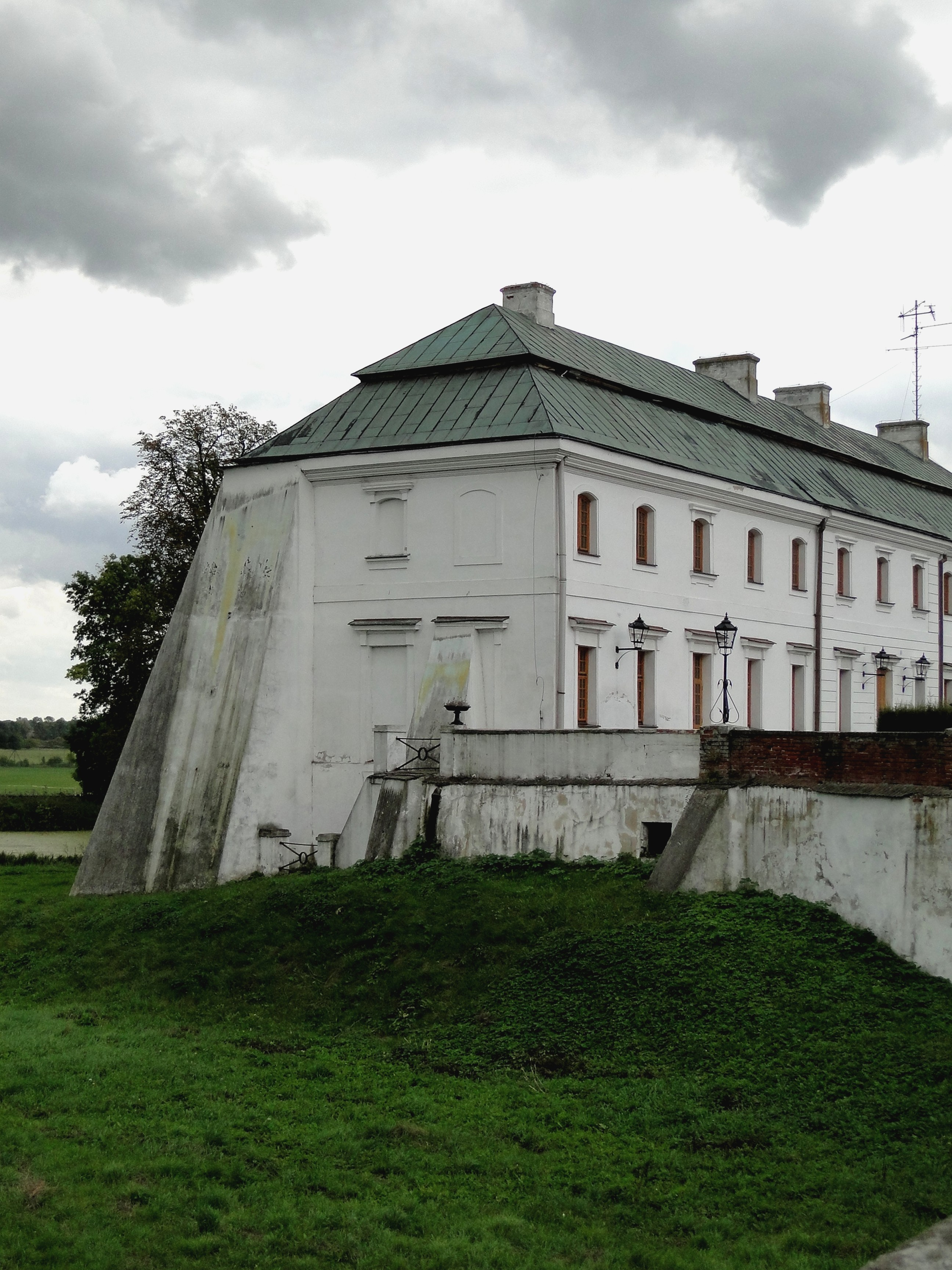
Oficyna wschodnia
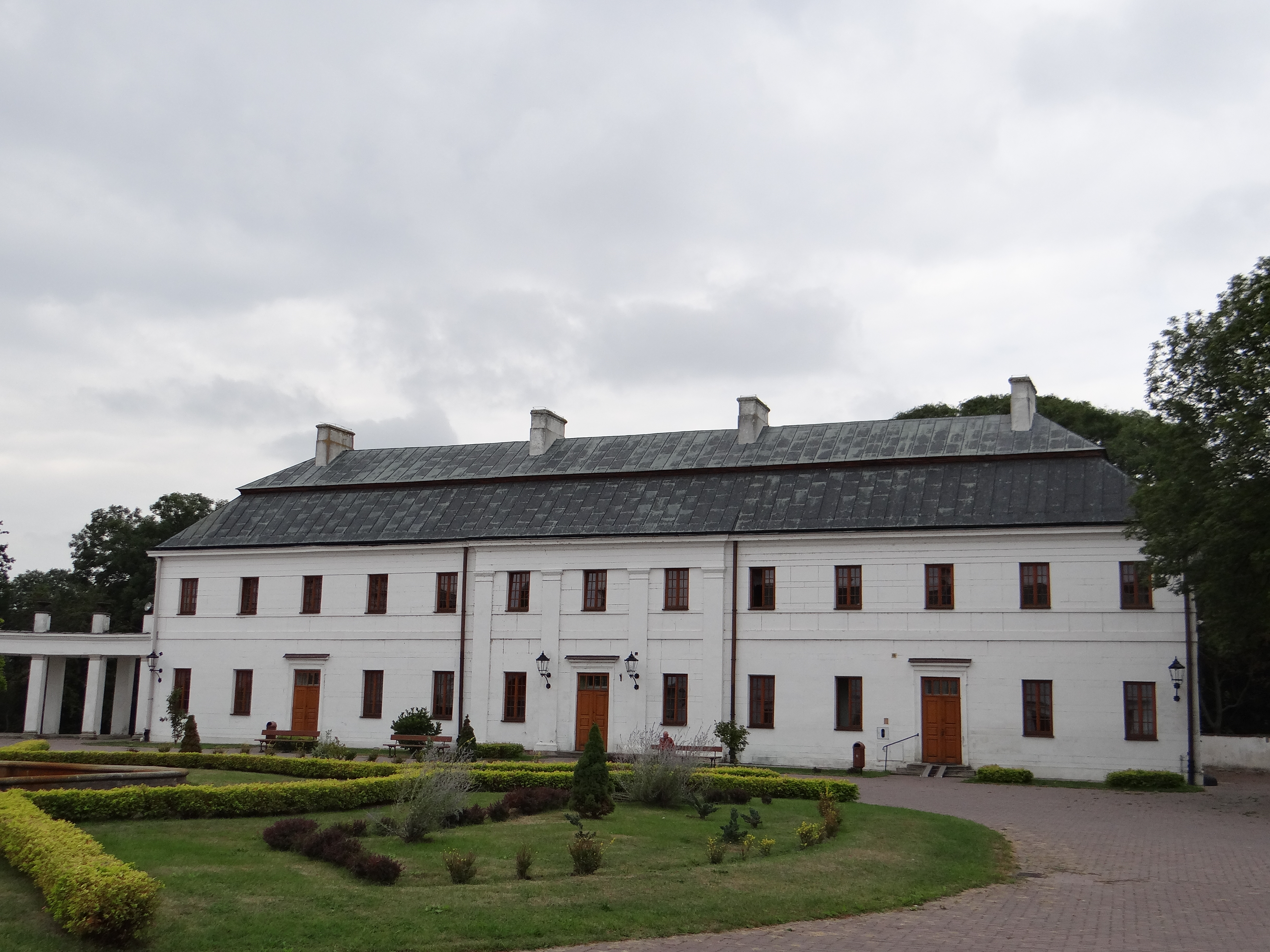
Oficyna zachodnia
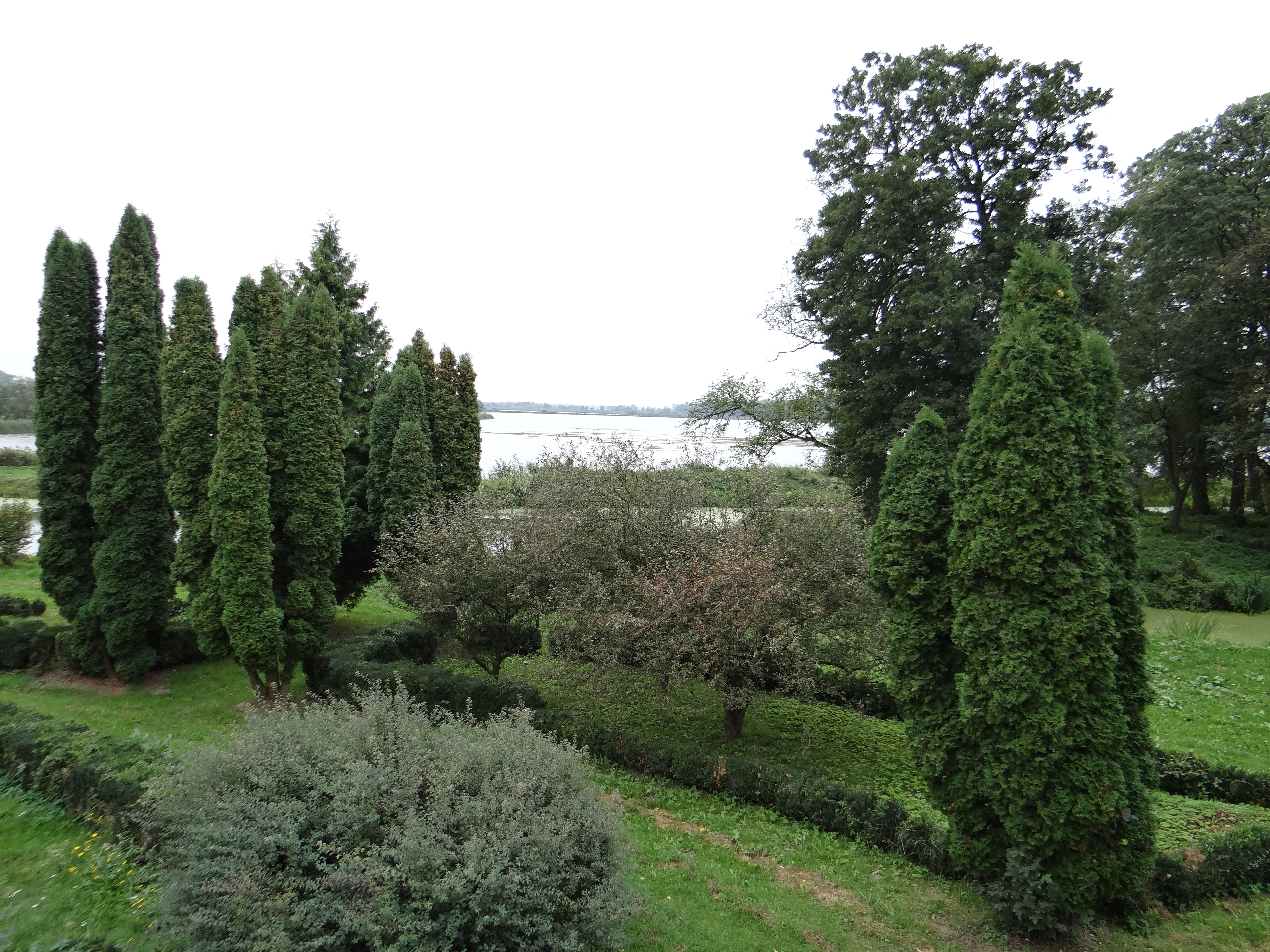
Ogród
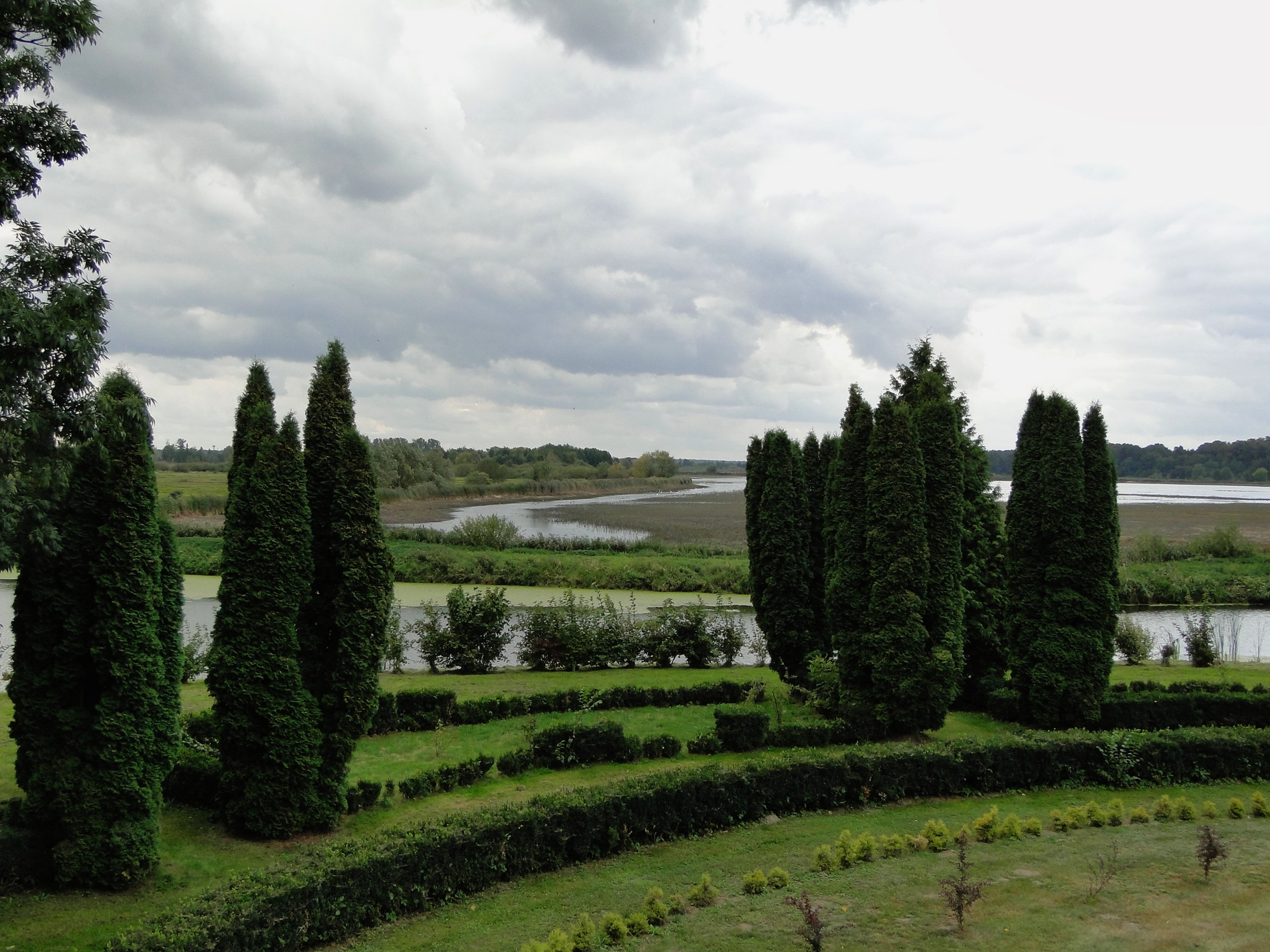
Widok z pałacu
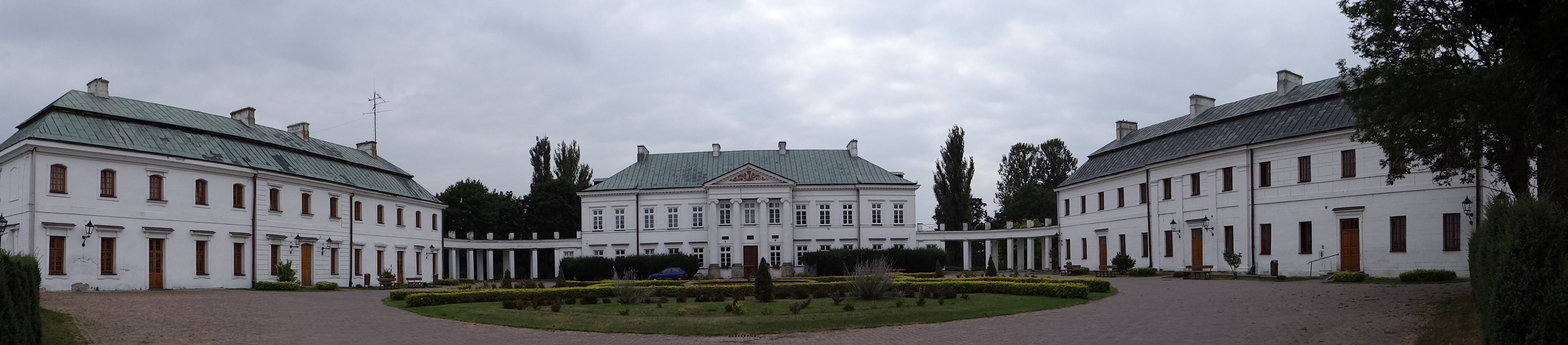
Pałac w Kocku